# 三仏忌
三仏忌（さんぶつき）とは釈迦に関わる次の三つの日のことで、いずれも仏教寺院では法会（ほうえ、法要）が営まれるので、「会」と称する。忌日（命日）は一日しかなく、三仏会（さんぶつえ）と称することもある。
- 灌仏会（かんぶつえ、4月8日）または降誕会（こうたんえ）：
釈迦の誕生日。いわゆる花祭りの日。
- 成道会（じょうどうえ、12月8日）：
釈迦が悟りを開いたとされる日。
- 涅槃会（ねはんえ、2月15日）：
釈迦が入滅した日。